# Olosjärvi
Olosjärvi är en sjö i Finland. Den ligger i kommunen Muonio i landskapet Lappland, i den norra delen av landet, 900 km norr om huvudstaden Helsingfors. Olosjärvi ligger 243,2 meter över havet. Den är 13,72 meter djup. Arean är 1,88 kvadratkilometer och strandlinjen är 9,05 kilometer lång. Sjön  ingår i Torne älvs huvudavrinningsområde.   Den ligger vid sjön Torasjärvi. 
I övrigt finns följande i Olosjärvi:
- Minnansaari (en ö)

I övrigt finns följande vid Olosjärvi:
- Torasjärvi (en sjö)